# Национално знаме на Доминика
Националният флаг на Доминика е приет на 3 ноември 1978 година – след освобождението на карибския остров. През годините е имал различни версии, а през 1990 година е приет в днешния си вариант.
Флагът е на зелен фон – в центъра има червен кръг, в който е изобразен папагал сисеру, а в кръг около него има 10 зелени звезди, изобразяващи 10-те енории на страната. 4 ленти, съставени от 3 цвята – жълто, черно и бяло (от горе надолу и от ляво надясно), тръгват по 2 хоризонтално и вертикално от червения кръг в центъра.
Преди обаче флагът не е изглеждал така. В историята на страната са сменяни 4 национални флага, този е петият, като третият и четвъртият се доближават до днешния.
Всеки елемент от флага символизира нещо.
- Папагалът е птицата на Доминика. Символизира стремежа на хората да се целят на високо.
- Звездите, освен че представят 4-те енории на острова, са символ и на надежда и равенство.
- Съединени, лентите образуват кръст – символ на християнската вяра.
- Цветовете изобразяват различни елементи от предишния и сегашния живот на доминиканците:
  - зелен: цветът на острова, горите
  - червен: правосъдието
  - жълт: слънчевите лъчи, земеделието
  - черен: земята и африканските корени на населението
  - бял: чистота

## Предишни версии
- Предишните знамена на Доминика
- Флагът на Доминика между 1978 – 1981 години
- Флагът на Доминика между 1981 – 1988 години